# George Claridge Druce
George Claridge Druce (23 maggio 1850 – 29 febbraio 1932) è stato un botanico inglese.